# دون لاكي
دون لاكي هو كاتب وكاتب سيناريو وممثل كندي، ولد في 26 نوفمبر 1956 بتورونتو في كندا.

## أعمال

### أفلام
- (2014) الغبي والأغبى 2[2][3]
- (2016) زوتوبيا[4][5][6]
- (2017) تقليص الحجم[7]

### مسلسلات
- أميريكان داد!

## وصلات خارجية
- دون لاكي على موقع IMDb (الإنجليزية)
- دون لاكي على موقع ألو سيني (الفرنسية)
- دون لاكي على موقع أول موفي (الإنجليزية)
- دون لاكي على موقع قاعدة بيانات الأفلام السويدية (السويدية)
- دون لاكي على موقع قاعدة بيانات الفيلم (الإنجليزية)
- دون لاكي على موقع كينوبويسك (الروسية)